# Блюдо (пища)

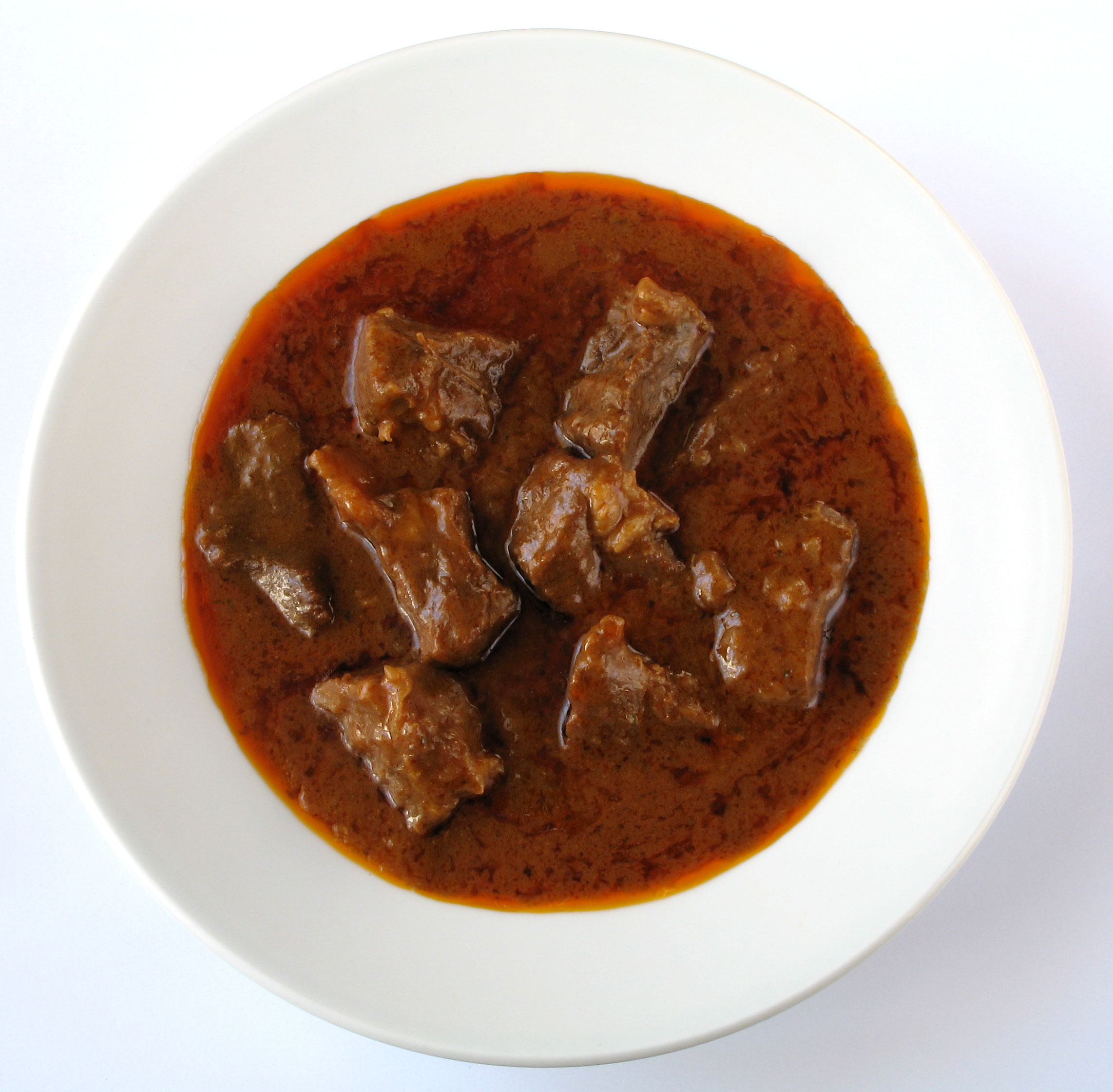
Гуляш — национальное венгерское блюдо

Блю́до — комбинация доведённых до готовности пищевых продуктов, которая кулинарно оформлена в виде порции и готова к употреблению.
В известном словаре В. И. Даля, Блю́до — приспешное, яство, кушанье; пища, подаваемая на стол.
Как правило подразделяются на первые блюда (щи, солянки, бульоны (отвары), супы (похлёбки)), вторые (мясо, рыба с гарниром, каши и прочее), третьи (напитки, сладкие десерты).

В великоденской мясоед в стол еству подают: окорок ветчинной с студенью, тетерев с студенью под шафраном, тетерев горячей, верченой, а дается на четыре блюда: два ходила 1-е блюдо, два схаба блюдо 2-е, хлуп блюдо 3-е, крыле блюдо 4-е; — Домострой. По рукописям Императорской Публичной Библиотеки (Яковлев 1867)/IV/Иной перевод с велика дни
Также может определяться при отношении того или иного вида кушанья к национальной кухне (к примеру, «Гуляш — национальное венгерское блюдо»).
Инструкции для приготовления блюд называют рецептами.